# Kelníky
Kelníky (in tedesco Kelnik) è un comune della Repubblica Ceca facente parte del distretto di Zlín, nella regione di Zlín.